# De Witt C. Flanagan

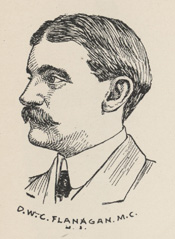
De Witt C. Flanagan, um 1902

De Witt Clinton Flanagan (* 28. Dezember 1870 in New York City; † 15. Januar 1946 in Utica, New York) war ein US-amerikanischer Politiker. In den Jahren 1902 und 1903 vertrat er den Bundesstaat New Jersey im US-Repräsentantenhaus.

## Werdegang
De Witt Flanagan besuchte private Schulen und studierte danach am Columbia College in New York. Danach begann er eine erfolgreiche Laufbahn in der Wirtschaft. Dabei war er an mehreren Industrieunternehmen beteiligt. Politisch war er Mitglied der Demokratischen Partei. Nach dem Tod des Abgeordneten Joshua S. Salmon wurde Flanagan bei der fälligen Nachwahl für den vierten Sitz von New Jersey als dessen Nachfolger in das US-Repräsentantenhaus in Washington, D.C. gewählt, wo er am 18. Juni 1902 sein neues Mandat antrat. Bis zum 3. März 1903 beendete er dort die laufende Legislaturperiode. Im Jahr 1904 war er Delegierter zur Democratic National Convention in St. Louis, auf der Alton B. Parker als Präsidentschaftskandidat nominiert wurde.
Danach ist Flanagan politisch nicht mehr in Erscheinung getreten. Er gründete die Boston, Cape Cod & New York Canal Co., die den Cape Cod Canal baute und betrieb. Später zog er nach Alabama, wo er im Baldwin County an der Entwicklung der Landwirtschaft und der Verbesserung der Infrastruktur beteiligt war. De Witt Flanagan starb am 15. Januar 1946 in Utica und wurde im Familienmausoleum in New York City beigesetzt.